# Jakub I Zdobywca
Jakub I Zdobywca (katal. Jaume I el Conqueridor, hiszp. Jaime I el Conquistador, ur. 2 lutego 1208 w Montpellier, zm. 27 lipca 1276 w Walencji) – król Aragonii i hrabia Barcelony od 1213 r., noszący również tytuły króla Walencji oraz króla Majorki.

## Życiorys
Syn Piotra II Katolickiego i Marii de Montpellier. Z poczęciem Jakuba wiąże się dość niecodzienna historia. Jego ojciec, znany kobieciarz, co potwierdza kronika Jakuba, dążył do unieważnienia małżeństwa z matką przyszłego Zdobywcy. Maria nie cieszyła się jego zainteresowaniem i Jakub nigdy nie przyszedłby na świat, gdyby nie intryga patrycjuszy Montpellier i rycerza Guillema de Alcalá, bliskiego współpracownika Piotra. Plan zakładał podstawienie Marii w miejsce kochanki, z którą Piotr zamierzał spędzić noc. Średniowieczne alkowy często pogrążone były w mroku – władca zorientował się, z kim ma do czynienia, dopiero o poranku. Ten epizod nie poprawił stosunków między królewską parą. Ostatecznie jednak werdykt papieski z 1213 r. utrzymał małżeństwo w mocy i Jakub pozostał prawowitym dziedzicem tronu.
W 1211 Piotr przekazał swego pierworodnego potomka w ręce Szymona z Montfort, wodza krucjaty przeciw albigensom, przewidzianego w umowie z Sant Nazari de Masol (11 września 1211) na teścia królewicza. Niebawem drogi Piotra II i Montforta rozeszły się – "Lew Krucjaty", podbijając na rozkaz papieża Langwedocję, zagroził katalońskim interesom. Zbrojne starcie Muret (12 września 1213) rozstrzygnęło losy konfrontacji na korzyść Montforta; walczący incognito (dokonał zamiany zbroi z pewnym rycerzem) król Piotr poległ. Kronika Jakuba podaje, że wyczerpany upojną nocą z langwedocką metresą król nie był w stanie wysłuchać na stojąco mszy przedbitewnej. W maju 1214 Jakub został w Narbonie przekazany swoim baronom na polecenie papieża Innocentego III, zwierzchnika lennego Aragonii. Legat Pietro da Benevento towarzyszył infantowi w drodze do Lleidy, gdzie zwołał Kortezy, na których trzy stany przysięgły wierność nowemu monarsze. W imieniu Jakuba rządy przejął jako prokurator generalny jego stryjeczny dziadek, hrabia Roussillon (Rosselló) Sanczo. Z woli Rzymu wychowanie i opiekę nad młodym władcą powierzono mistrzowi prowincji templariuszy Guillemowi de Mont-rodon. Tym samym papież dopilnował, by Jakub nie poszedł w ślady ojca i nie kontynuował tradycyjnej katalońskiej polityki w Langwedocji i nie wspomagał tamtejszych baronów, oskarżonych o sprzyjanie herezji, w walce z krucjatą Montforta. 23 stycznia 1216 r. papież wyznaczył do udziału w zarządzie państwem u boku hrabiego Sancza siedmiu doradców. W skład tego grona weszli: z Katalonii arcybiskup Tarragony Espàreg de la Barca, mistrz templariuszy Guillem de Mont-rodon, wicehrabia Guillem de Cardona i prawnik Guillem de Cervera, a z Aragonii biskup Tarazony García Frontín oraz baronowie Ximeno Cornell i Pedro Ahonés. W zamyśle papieża rada miała ograniczyć władzę Sancza jako człowieka sprzyjającego "heretykom" z Langwedocji; w rzeczywistości jednak wzmocniła jego autorytet przez asystę siedmiu znakomitości w jego rządach i rozproszyła odpowiedzialność za niepopularne w Rzymie decyzje. Jednym z takich bulwersujących papiestwo posunięć było udzielenie posiłków przybyłemu po pomoc hrabiemu Tuluzy Rajmundowi VI jesienią 1216 r.

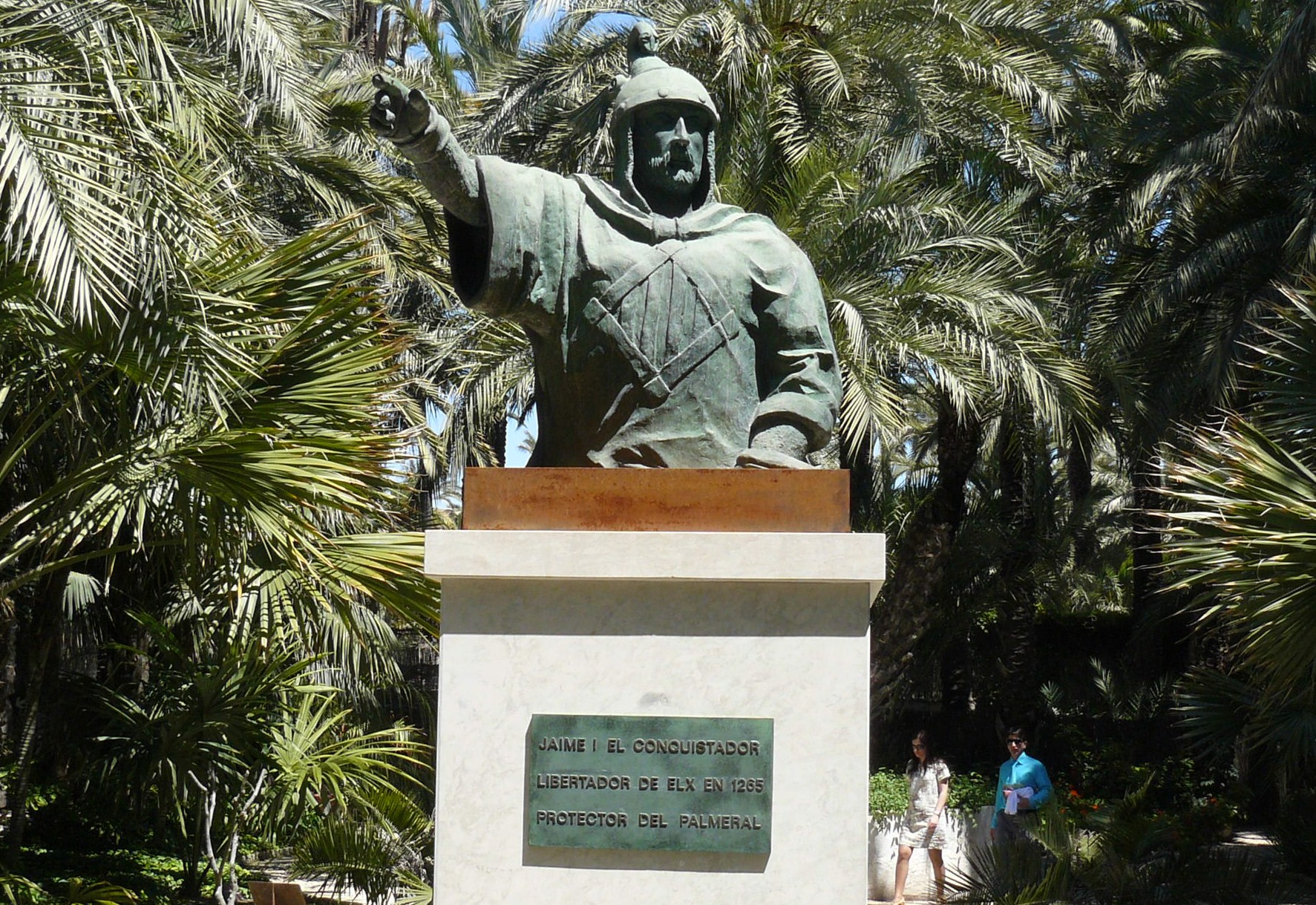
Pomnik w Elche

Po dojściu do lat sprawnych Jakub oparł się na mieszczaństwie Barcelony przeciw opozycji możnowładczej. Doświadczenia z okresu małoletności skłoniły go do faworyzowania Katalończyków, w porównaniu z Aragończykami mniej krnąbrnych i przywiązanych do feudalnych przywilejów. Dążąc do wewnętrznego uspokojenia państwa, Jakub skierował zainteresowania swych baronów na tory rekonkwisty. Rozszerzył terytorium Korony Aragonii kosztem rozpadającej się Hiszpanii muzułmańskiej, czyli Al-Andalus. W 1229 podbił Majorkę, w 1234 Minorkę, w 1235 Ibizę, a w 1238 królestwo Walencji. Po tych podbojach Jakub przyjął tytuły (prócz wcześniejszego tytułu króla Aragonii) króla Walencji i króla Majorki. Zwycięstwa Jakuba wzmocniły jego pozycję w państwie, ułatwiły złamanie opozycji i przeprowadzenie kodyfikacji praw dla Walencji i Aragonii. Rozwój handlu morskiego prowadzonego przez miasta Aragonii i związany z tym rozwój floty skłonił Jakuba do podjęcia zabiegów o opanowanie zachodniej części basenu Morza Śródziemnego.
Jakub poparł króla Sycylii Manfreda Hohenstaufa w jego dążeniach do stworzenia królestwa Włoch nie powiązanego z Niemcami. Sojusz z Manfredem utwierdził Jakub w 1262 małżeństwem swego syna Piotra z córką Manfreda Konstancją. W tej sytuacji Karol I Andegaweński, obawiając się wzmocnienia Jakuba, przyjął w 1265 odrzuconą poprzednio propozycję papieską podboju Sycylii i przy wsparciu papieża Urbana IV pokonał w 1266 Manfreda, a w 1268 – Konradyna. Jakub został zmuszony do porzucenia swych planów.
Za panowania Jakuba zwołano pierwsze Kortezy aragońskie (Lleida 1214). Władca napisał obszerną autobiografię pod tytułem Commentari (lub: Libre) dels feyts esdevenguts en la vida del molt alt senyor en Jacme, lo Conqueridor (Komentarz (lub: Księga) czynów dokonanych w ciągu żywota wielce wysokiego pana króla Jakuba, Zdobywcy). Alternatywny tytuł tej kroniki (zachowało się kilka różnych manuskryptów) brzmi: Chronica o comentaris del gloriosissim e invictissim Rey en Jacme Primer Rey d’Aragó, de Mallorques e de Valencia compte de Barcelona e de Montpesler (Kronika lub komentarze najsławetniejszego i niezwyciężonego Króla Jakuba Pierwszego Króla Aragonu, Majorki i Walencji, hrabiego Barcelony i Montpellier).

## Życie prywatne
Jakub był trzykrotnie żonaty, jego pierwszą żoną od 1221 była Eleonora Kastylijska (córka króla Alfonsa VIII Szlachetnego, i Eleonory Plantagenet). Ich małżeństwo zostało anulowane, ale mieli oni ślubnego syna:
- Alfonsa (1229–1260), męża Konstancji de Montcada, hrabiny Bigorry.

Druga żona Jakuba – Jolanda węgierska (córka króla Andrzeja II Arpadowicza) urodziła mu dziesięcioro dzieci:
- Jolantę (1236–1301), żonę Alfonsa X Mądrego – króla Kastylii,
- Konstancję (1239–1269), żonę Juana Manuela – pana Villena (syna Ferdynanda III),
- Piotra III Wielkiego Aragońskiego (1240–1285), króla Aragonii, Katalonii i Walencji,
- Jakuba (1243–1311), króla Majorki,
- Ferdynanda (1245–1250),
- Sanchę (1246–1251),
- Izabelę (1247–1271), żonę Filipa III Śmiałego – króla Francji,
- Marię (1248–1267), zakonnicę,
- Sancha (1250–1279), arcybiskupa Toledo,
- Eleonorę (ur. 1251 i zm. w dzieciństwie).

Jego trzecią żoną była Teresa Gil de Vidaure, którą zostawił, kiedy zachorowała na trąd. Mieli oni dwóch synów:
- Jakuba (ok. 1255–1285), pana Xèrica,
- Piotra (1259–1318), pana Ayerbe.

Jakub miał kilkanaścioro dzieci ze swoimi kochankami:
- Z Blancą d'Antillón – Ferrana Sanchisa lub Fernando Sáncheza (1240–1275), barona Castro,
- Z Berenguelą Fernández – Pedro Fernándeza, barona Híjar,
- Z Elvirą Sarroca – Jaume Sarroca (ur. 1248), arcybiskupa Hueski.